# Chris Shiflett

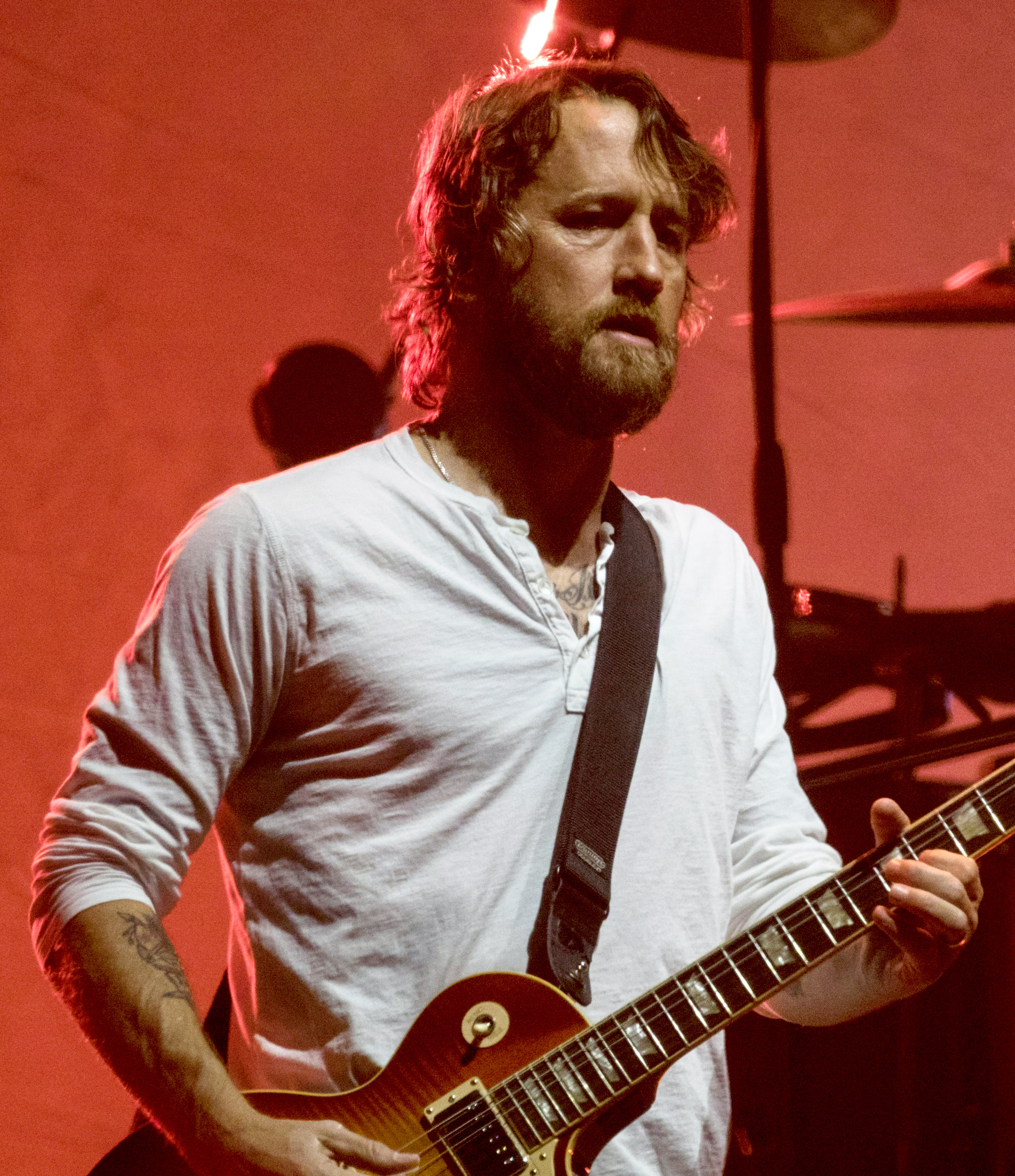
Chris Shiflett in 2017

Chris Aubrey Shiflett (Santa Barbara, Californië, 6 mei 1971), ook bekend als Jake Jackson, is gitarist van de rockband Foo Fighters , z'n eigen band Jackson United en van de punk-coverband Me First and the Gimme Gimmes.
Shiflett begon zijn muzikale carrière bij Lost Kittenz, waarna hij enige tijd bij 22 Jacks speelde. In 1995 werd hij gitarist van de punkband No Use for a Name, waarmee hij de albums Making Friends (1997) en More Betterness! (1999) opnam. Twee weken voor de tour ter promotie van More Betterness begon deed hij auditie bij de Foo Fighters, waar hij werd aangenomen. In eerste instantie was Shiflett alleen aangenomen voor liveoptredens maar uiteindelijk is hij een vast lid van de band geworden. Hij speelt mee op One by One (2002), In Your Honor (2005), Echoes, Silence, Patience & Grace (2007),  Wasting Light (2011), Sonic Highways (2014), Concrete and Gold (2017) en Medicine at Midnight (2021).
In 2010 verscheen een album van Shiflett en zijn groep de Dead Peasants, genaamd Chris Shiflett & The Dead Peasants. Dit album werd in de winter van 2009 opgenomen in de studio van de Foo Fighters. Het nummer "Get Along" werd als eerste single uitgebracht.
- Gemeinsame Normdatei: 138480915
- International Standard Name Identifier: 0000 0000 8399 4485
- Library of Congress Control Number: no2010111990
- MusicBrainz: 90e2c345-3fcc-4623-8cf8-80d206c01634
- Nationale Bibliotheek van Tsjechië: xx0124324
- Virtual International Authority File: 90016282
- WorldCat: E39PBJgXdKRYx4pky38dgtTrbd